# Kapfturm
Der Kapfturm war ein Aussichtsturm in der Gemeinde Spreitenbach im Kanton Aargau. Stand heute (November 2022) steht der Turm nicht mehr.

## Situation
Der im Jahre 2003 erbaute Turm war eine Holzkonstruktion. Die 26 Treppenstufen führten zur Aussichtsplattform mit einer Panoramatafel in 5,5 Meter Höhe.
Das "Kulturgut Wald" ist Träger des Kulturpreises Spreitenbach 2003. Die Verleihung ermöglichte die Erstellung des Aussichtsturmes.
Von Spreitenbach konnte man auf Wanderwegen in ca. 20–30 Minuten den Aussichtsturm erreichen.
Vom Turm aus bot sich eine 180°-Sicht vom Altberg bis zum Gross Ruchen.

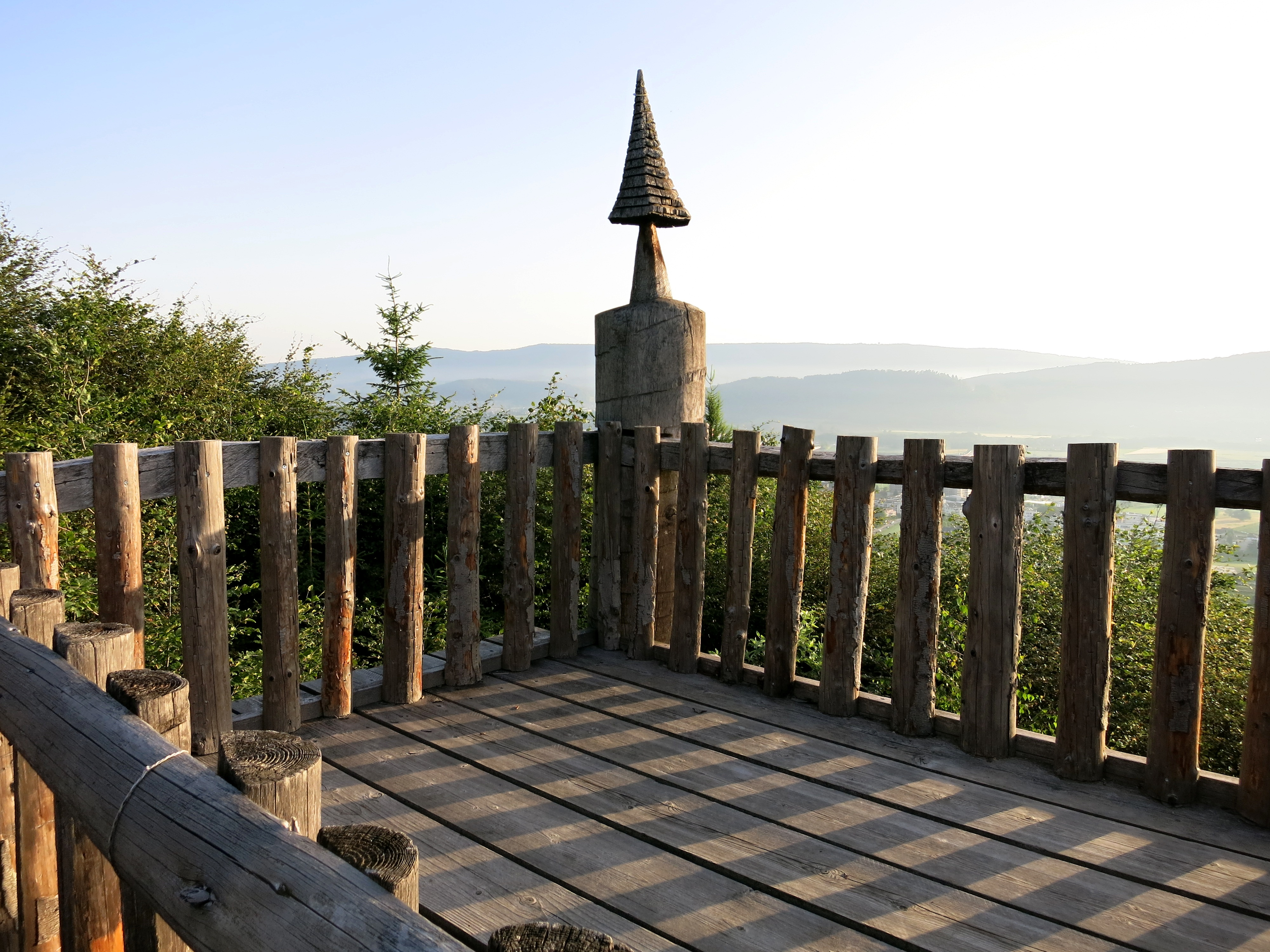
Aussichtsplattform
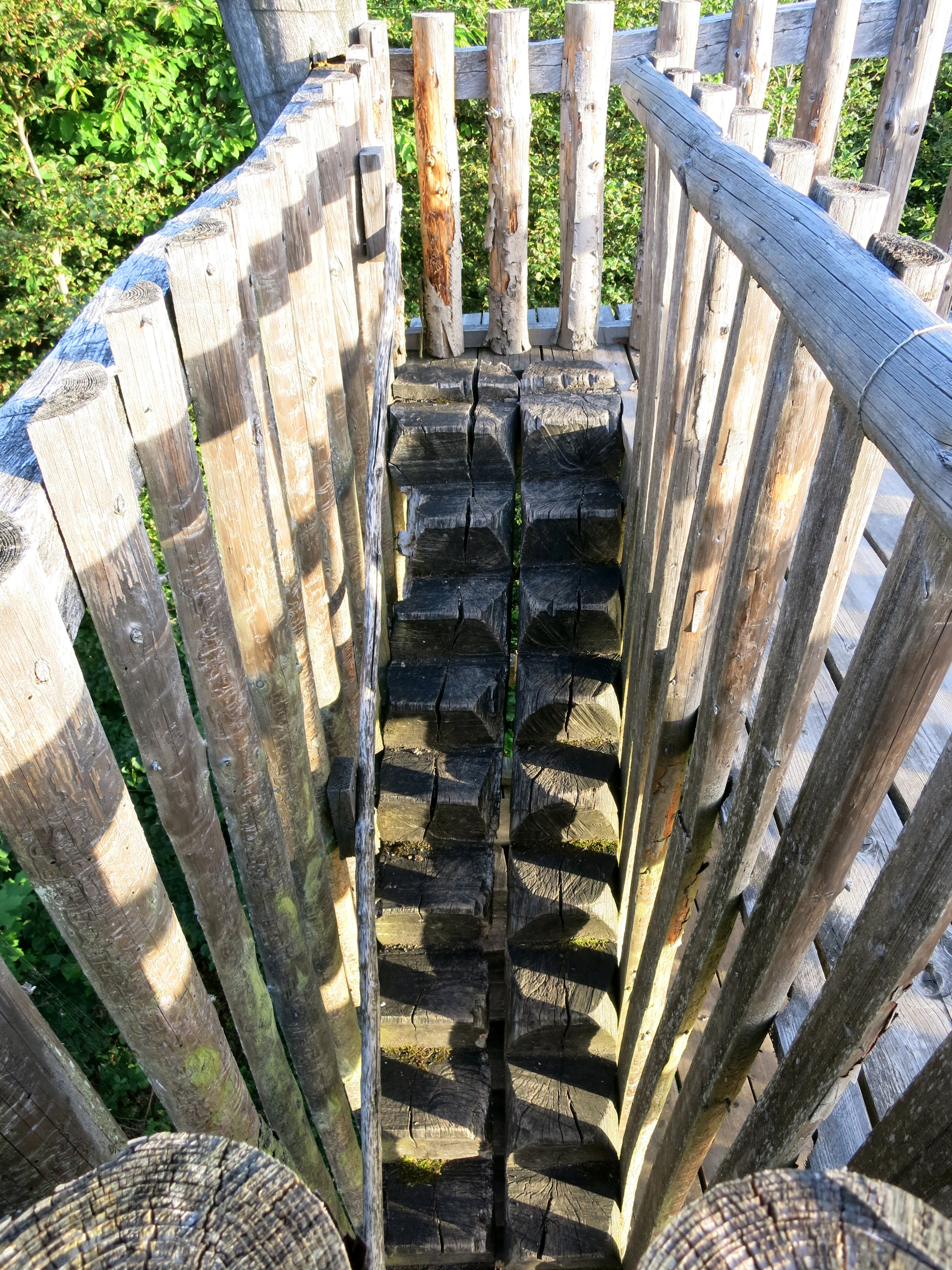
Treppe